# Stropčice
Stropčice (dříve Tyroll, Tyrol či Tirol; též Tropčice a Stropečky) jsou malá vesnice, část města Švihov v okrese Klatovy v Plzeňském kraji. Nachází se asi 4,5 kilometru severovýchodně od Švihova. Prochází zde silnice II/182. Stropčice jsou také název katastrálního území o rozloze 0,8 km².

## Název
Původní název je Stropčice, který byl komolen do tvaru Tropčice. V 18. století se vsi začalo lidově říkat Tyrol, údajně podle zdejší vyhlášené hospody. Tento nesprávný název se pak posléze začal užívat i úředně, a to v letech 1854 - 1923. V roce 1839 je obec zaznamenána jako Tyrol a Stropečko. V případě Stropečka se však nejednalo o celou ves, ale jen o jednu její část pod lesem Stropečko (u později postaveného pomníku padlým). V Úplném místopisném slovníku Království Českého z roku 1895 je ves uvedena pod jménem Tropčice s vysvětlením, že další adekvátní názvy jsou Stropčice a Stropečky, špatně pak Tyrol. Nejpozději v roce 1926 byla obec úředně přejmenována na Stropčice. Obyvatelé obce však dodnes používají oba názvy (Stropčice i Tyrol).

## Historie
Počátky osidlování tohoto území spadají do období pozdní doby bronzové, kdy se zde pohybovali lidé milavečské kultury. Důkazem tohoto osídlení je naleziště mohyl v lese zvaném Křížkovice.
První písemná zmínka o vesnici pochází z roku 1346. Byla centrem samostatného panství, k němuž náleželo Kaliště a Kamýk. V té době ji spravovali vladykové Fremut ze Stropčic a Miřkovští ze Stropčic.

## Obyvatelstvo
| Rok            | 1869 | 1880 | 1890 | 1900 | 1910 | 1921 | 1930 | 1950 | 1961 | 1970 | 1980 | 1991 | 2001 | 2011 | 2021 |
| -------------- | ---- | ---- | ---- | ---- | ---- | ---- | ---- | ---- | ---- | ---- | ---- | ---- | ---- | ---- | ---- |
| Počet obyvatel | 140  | 133  | 128  | 134  | 133  | 144  | 141  | 122  | 141  | 121  | 95   | 66   | 57   | 65   | 82   |
| Počet domů     | 24   | 24   | 23   | 23   | 23   | 24   | 28   | 33   | 34   | 32   | 28   | 32   | 34   | 36   | 39   |

## Obecní správa
Při sčítání lidu v letech 1850–1959 Stropčice byly osadou obce Jíno v okrese Přeštice. V letech 1960–1976 byly částí obce Červené Poříčí v okrese Klatovy. Od 30. dubna 1976 do 23. listopadu 1990 byly částí města Švihov v okrese Klatovy. Od 24. listopadu 1990 do 31. prosince 2001 bylo samostatnou obcí v okrese Klatovy. Od 1. ledna 2002 jsou opět částí města Švihov v okrese Klatovy.

## Galerie

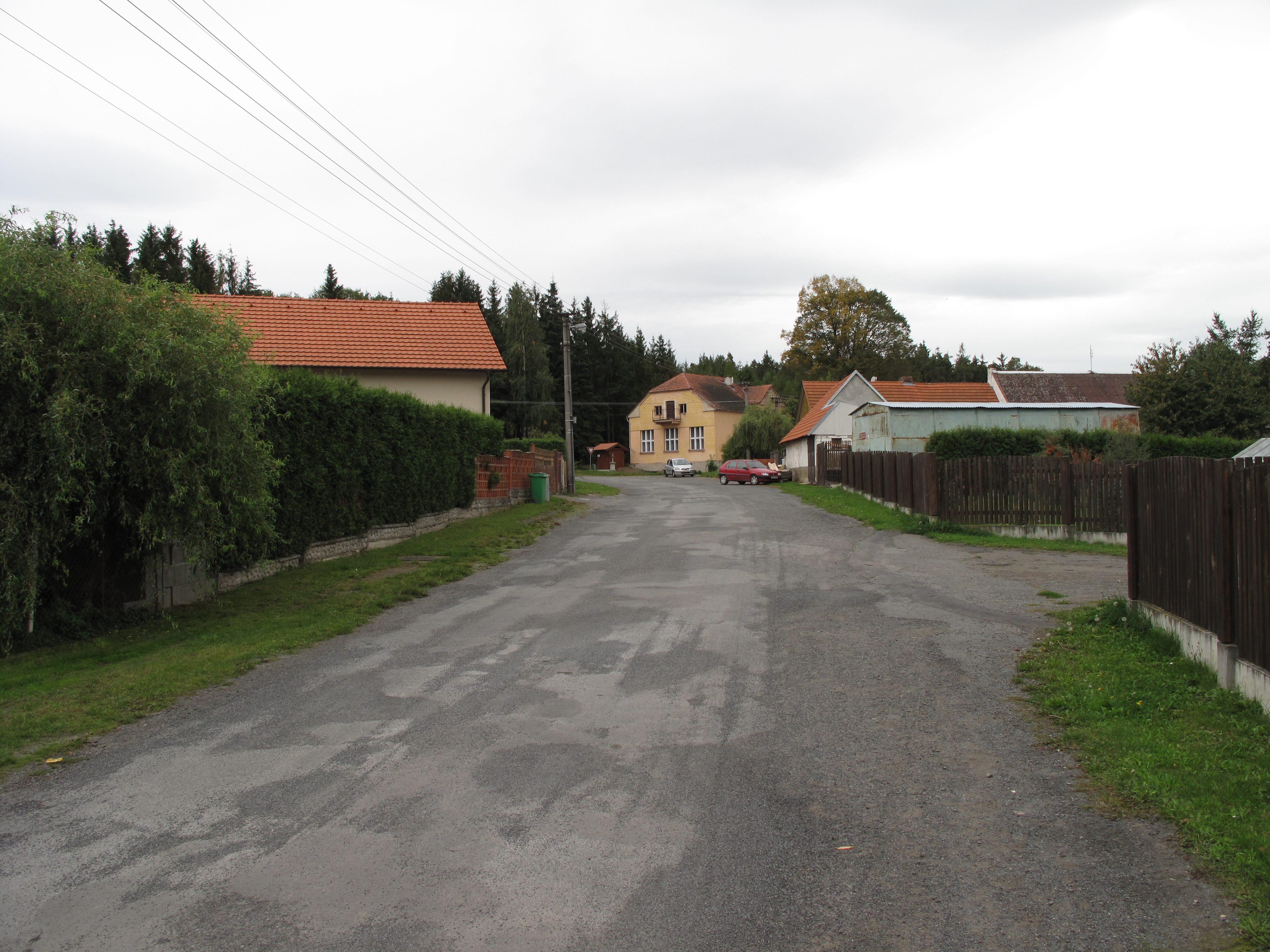
Silnice
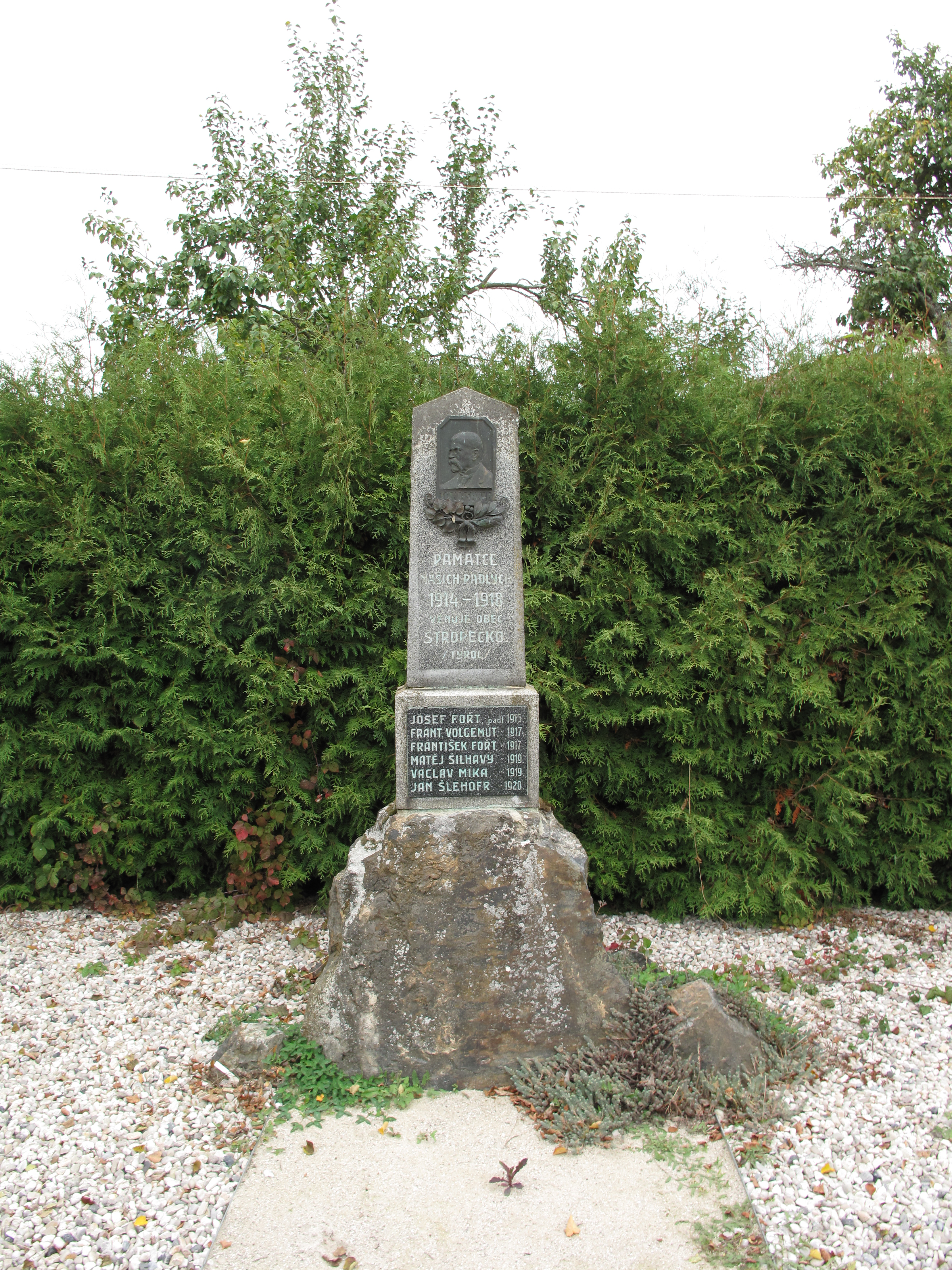
Pomník padlým
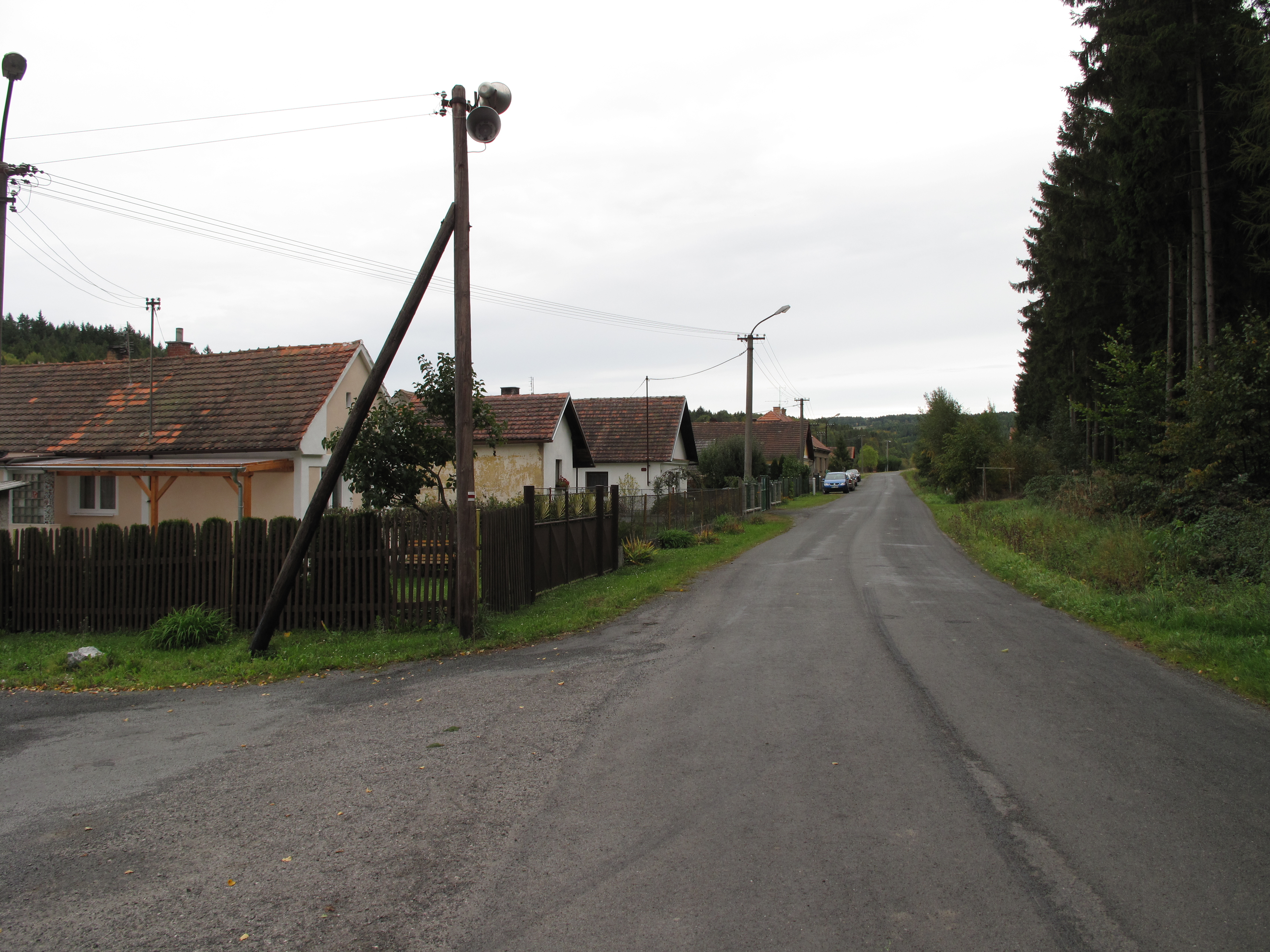
Domy
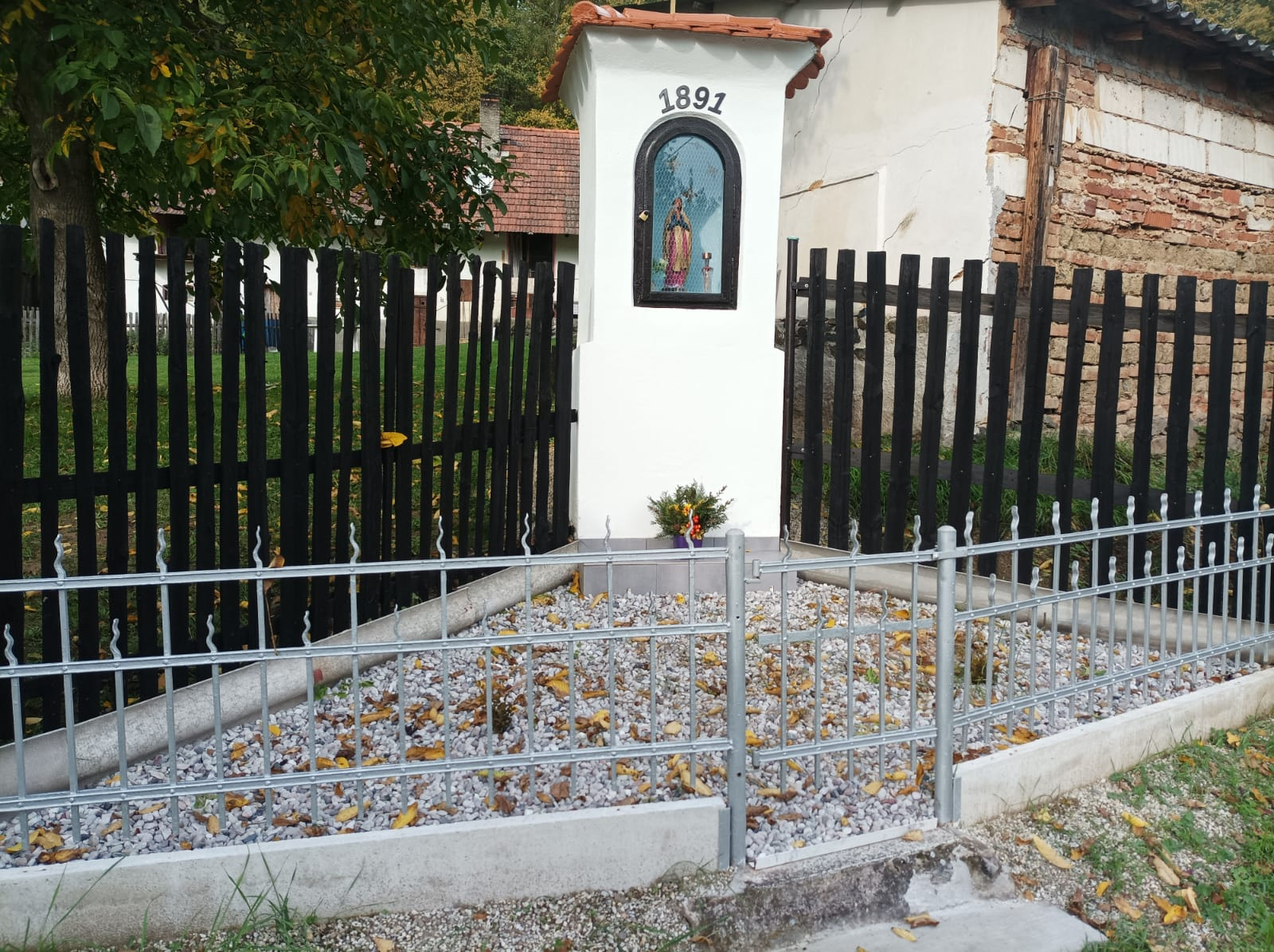
Boží muka u domu č.p. 8 po rekonstrukci (2022)
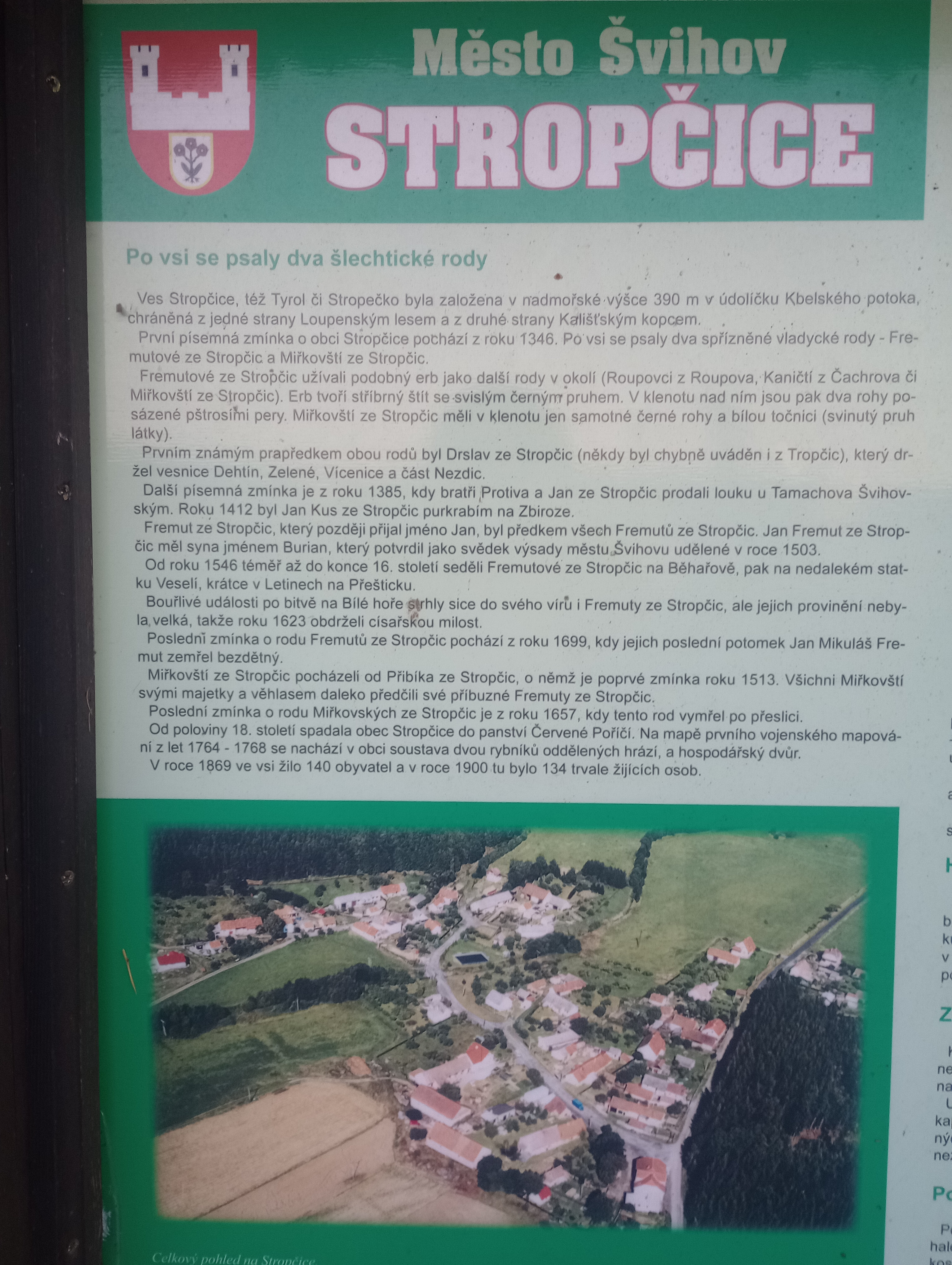
Infomační tabule - levá část
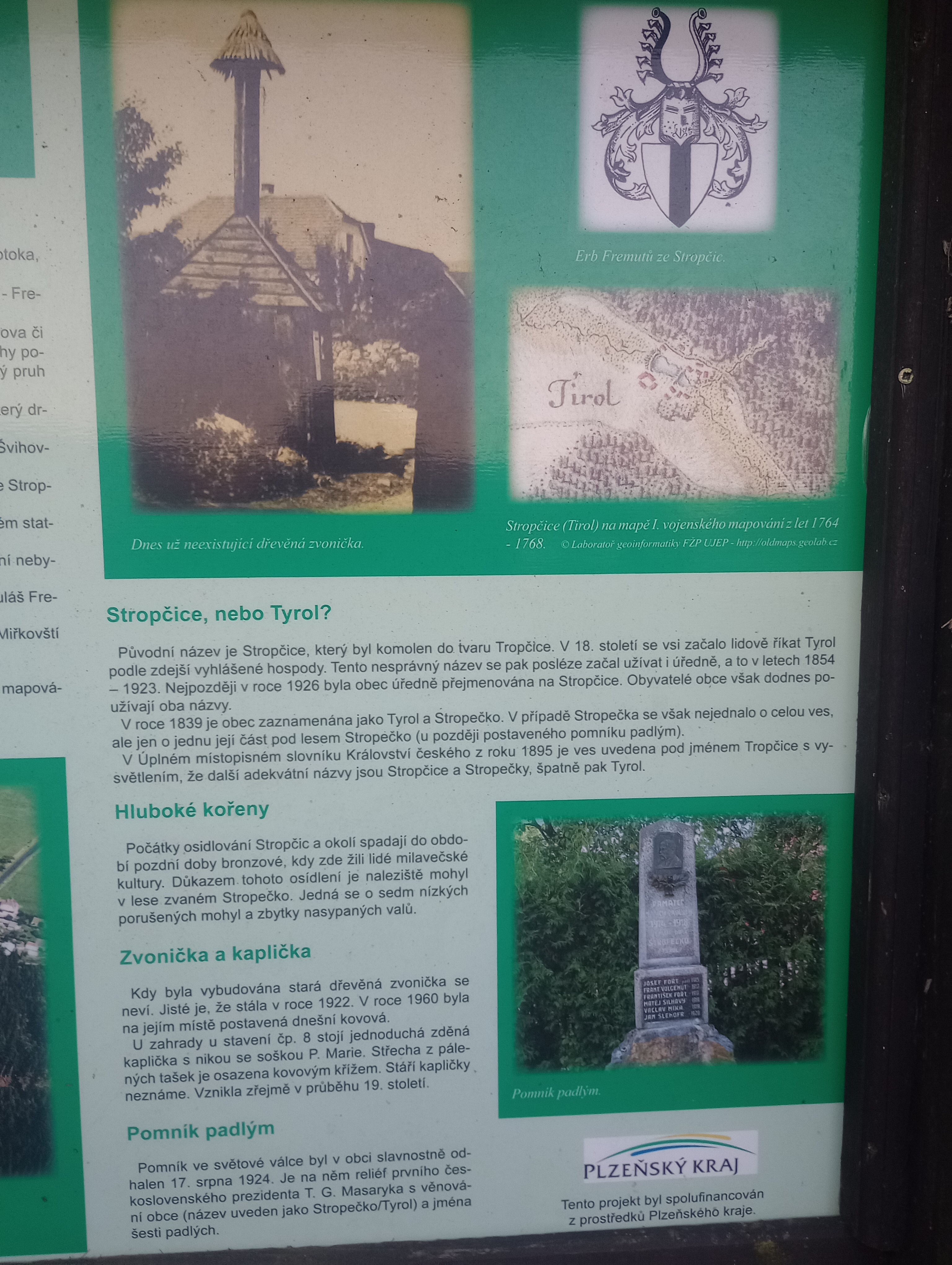
Informační tabule - pravá čásf